# 9407 Kimuranaoto
9407 Kimuranaoto è un asteroide della fascia principale. Scoperto nel 1994, presenta un'orbita caratterizzata da un semiasse maggiore pari a 2,6614000 UA e da un'eccentricità di 0,2548028, inclinata di 5,21375° rispetto all'eclittica.